# Johann Krieger
Johann Krieger (Nuremberg, 28 de dezembro de 1651 – Zittau, 18 de julho de 1735) foi um cantor, compositor e organista da Alemanha.
Foi considerado ainda em vida um dos maiores autores para teclado, sendo altamente admirado por Händel. Também produziu muita música sacra, entre missas, cantatas e motetos, e secular, com singspiels, árias e canções. Contudo, boa parte de sua obra se perdeu. Do que foi salvo, o núcleo mais importante é o das peças para teclado, especialmente as fugas e ricercares incluídas na coleção Anmuthige Clavier-Übung, todas de grande complexidade.